# Гилберт Маршал
Гилберт Маршал (англ. Gilbert Marshal; ум. до 1130) — главный маршал английского королевского двора во время правления короля Генриха I Боклерка, родоначальник рода Маршалов.

## Биография
О происхождении Гилберта известно мало. Согласно «Истории Уильяма Маршала», он был сыном или зятем Гилберта Жиффара, который переселился из Нормандии в Англию или во время Нормандского завоевания, или вскоре после него, и, согласно Книге Страшного суда (1086 год), имел владения в будущем графстве Уилтшир на западе Англии. «Constitutio Domus Regis» называет Гилберта главным маршалом королевского двора Генриха I, которую, вероятно, получил или во время правления Вильгельма II Рыжего, или в начале правления Генриха I. Должность маршала в то время не относилась к числу высших придворных должностей: маршал отвечал за содержание лошадей, ястребов и гончих, а также за организацию повседневной жизни королевского двора. Он находился в подчинении у констебля Англии. При этом упоминается, что Гилберту и его сыну, Джоном Фиц-Гилбертом, пришлось отстаивать своё право занимать должность маршала.
Гилберт умер не позднее 1130 года, поскольку в этом году Джон уплатил 40 серебряных марок за право занять должность своего отца.

## Брак и дети
Имя жены Гилберта неизвестно. Возможно она была наследницей Уильяма Фиц-Ожера. У него известно двое детей:
- Джон Фиц-Гилберт (ок. 1105 — до ноября 1165), главный маршал английского королевского двора[2];
- Уильям Жиффар (ум. после 1166), канцлер императрицы Матильды в 1141[2][3].